# 温迪亚山脉

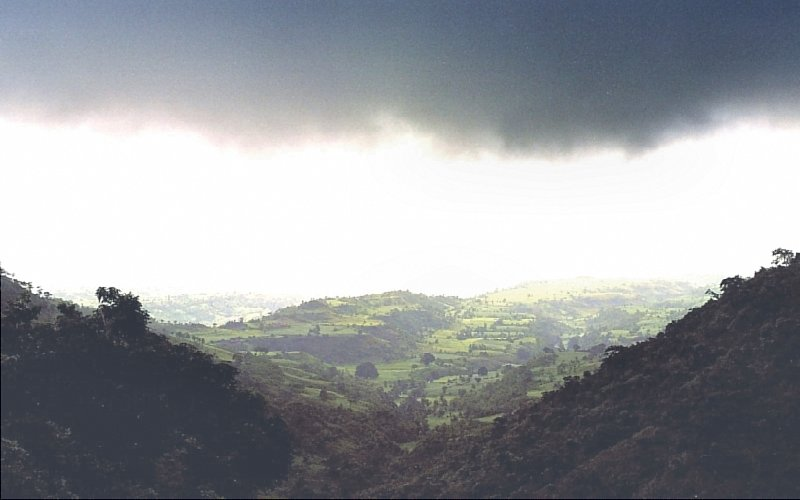
温迪亚山脉

温迪亚山脉（羅馬化：Vindhya）是位于印度次大陆中西部的一条地质年龄较老的山脉，它将印度次大陆和分割为北印度（中央平原）和南印度两部分。
温迪亚山脉西起位于古吉拉特半岛东部的古吉拉特邦，靠近该邦与拉贾斯坦邦和中央邦的边界。该山脉向东和向北延伸，横亘了整个印度次大陆，尾端位于默札珀地区，此地靠近恒河流域。由于被该山脉以及更为高耸的阿拉维利山脉阻绝了盛行风，所以山脉以北和以西的土地较为贫瘠荒凉。
该山脉的南麓则是纳尔默达河的发源地，该河沿着温迪亚山脉以及在其南、与之并行的索德布尔岭之间的宽阔峡谷向西汇入阿拉伯海。而在该山脉北麓则产生了数条最终汇入恒河的支流，如加利信德河、巴尔伯蒂河、贝德瓦河和肯河。恒河的另外一条支流——桑河则是起源于温迪亚山脉北麓的东段。
在温迪亚山脉的盆地地形中曾发现了距今16至17亿年的已知最早的真核多细胞生物化石（丝藻）。
在温迪亚山脉中段以北则是相较于中央平原的抬升地形——温迪亚高原。中央邦的首府博帕尔和印多尔均位于该高原上。

## 相关传说
印度教传说认为温迪亚山脉曾经在不断增长，以至最后其阻绝了太阳的正常运行轨迹。与不断增长的高度相伴随的是其与日俱增的虚荣心——温迪亚山脉要求太阳神苏利耶在经过其附近时需要像他经过须弥山时一样绕行。温迪亚山脉的这种虚荣心须要得到压制，而投山仙人则被派往执行该任务。
投山仙人从北印度行往南印度，途中遇到撼立不动的温迪亚山脉。他要求该山脉为其通过提供方便。出于对投山仙人的敬畏，温迪亚山脉弯下腰身，以令这位大仙及其家人能够通过并进入南印度。温迪亚山脉还向投山仙人允诺，在仙人及其家人从南印度返回北印度之前，不会增长自己的高度。投山仙人之后在南印度永久定居；而温迪亚山脉也信守诺言，之后没有再增高半分。